# WS-SecurityPolicy
WS-SecurityPolicy ist eine Spezifikation aus der Gruppe der WS-*-Spezifikationen für Webservices. Sie definiert sogenannte „sicherheitsbasierte Policy Assertions“ für Webservices. Darunter versteht man Zusicherungen, die von Webservices erfüllt werden müssen, damit sicherheitsrelevante Aspekte erfüllt sind. Die Übertragung dieser Policy Assertions kann (und sollte) über die WS-*-Spezifikationen, darunter WS-Security, WS-Trust und WS-SecureConversation, abgesichert werden.
In Version 1.2 wurde die Spezifikation von der Organization for the Advancement of Structured Information Standards (OASIS) am 1. Juli 2007 als Standard angenommen.

## Zusicherungen
Es können auf unterschiedlichen Kommunikationsebenen sicherheitsrelevante Zusicherungen getroffen werden. Diese sind Message-Layer- und Transport-Layer-Security-Mechanismen. Folgende Zusicherungen werden definiert:
- Protection Assertions
- Token Assertions
- Security Binding Assertions

## Alternative
- eXtensible Access Control Markup Language (XACML) – ein XML-Schema und weiterer Standard der OASIS für WebService Security